# حزب کارگران ایالات متحده آمریکا

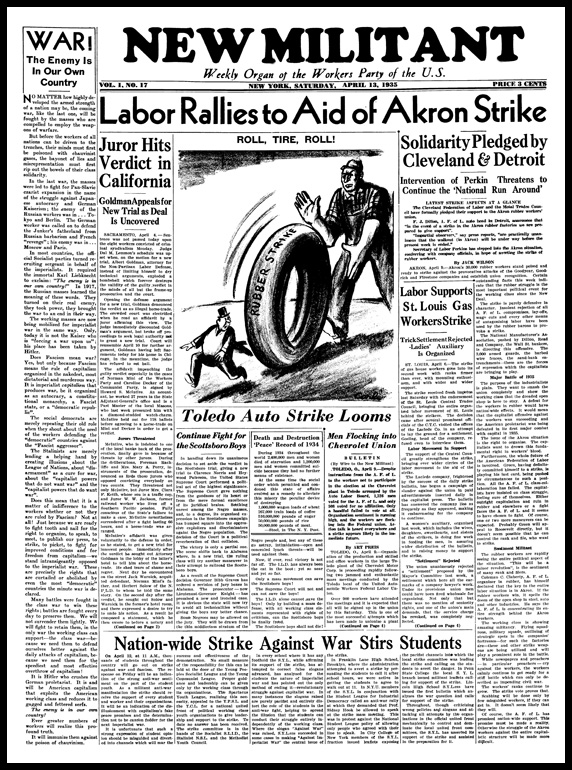
ستیزه‌جویان جدید ارگان رسمی حزب کارگران ایالات متحده در حدود ۱۸ ماه حیات خود بود.

حزب کارگران ایالات متحده آمریکا (به انگلیسی: Workers Party of usa) (WPUS) در دسامبر سال ۱۹۳۴ با ادغام حزب کارگران آمریکا (AWP)به رهبری ای جی موست و اتحادیه کمونیست تروتسکیست آمریکا (CLA) به رهبری جیمز پی کانون تأسیس شد. این حزب در سال ۱۹۳۶ پس از ورود اعضای آن به‌طور دسته جمعی به حزب سوسیالیست آمریکا، منحل شد.

## تاریخچه سازمانی

### تشکیلات
تشکیل حزب کارگران ایالات متحده بنابر آمیختگی دو سازمان انقلابی سوسیالیست بود که هر دو با موفقیت دو حمله ستیزه‌جویان را به پیروزی رسانده بود. اتحادیه کمونیست آمریکا اعتصاب تیم مینیاپولیس در سال ۱۹۳۴ را رهبری کرده بود و حزب کارگران آمریکا به رهبری اعتصاب تولدو اوتو لایت در ۱۹۳۴ به پیروزی کمک کرده‌بود.
این اعتصابات، همراه با اعتصاب ساحل غربی (به رهبری حزب کمونیست ایالات متحده) در سال ۱۹۳۴، پس از سالها شکست اتحادیه به رهبری دیوان سالار اتحادیه تعاونی طبقاتی، پیروزی مهمی بود برای چپ‌گرایان بود. به همین ترتیب آنها به عنوان کاتالیزور برای ظهور اتحادیه صنعتی در دهه ۱۹۳۰ خدمت کردند، که بیشتر آنها از طریق کنگره سازمان‌های صنعتی سازمان یافته بود.
جیمز پی کانن در مورد نقش احزاب پیشتاز که رهبری موج اعتصاب ۱۹۳۴ را بر عهده داشتند گفت: "این دقیقاً فقدان این عنصر است که فقط یک حزب مارکسیست می‌تواند آن را تأمین کند که جنبش کارگری شورشیان گذشته را به بیهودگی و شکست محکوم کرد. فقدان یک تئوری طبقاتی برای خود، که به هیچ وجه غیر از طریق حزب مارکسیست نمی‌تواند وارد جنبش کارگری شود، کارگران آمریکایی با تمام ستیزه جویی و توانایی فداکاری خود، قربانی انواع شیادی و خیانت شدند.
همین اعتصابات بود که منجر به ادغام دو سازمان شد.
در سال ۱۹۳۳، حزب کارگران آمریکا در ابتدا به‌عنوان سازمانی جدا از اتحادیه کمونیست تروتسکیست آمریکا  تشکیل شد، بخشی از این نگرانی که این اتحادیه در سیاست آمریکا اساسی ندارد. منشأ تروتسکیست از حزب کمونیست ایالات متحده بر سر اختلاف نظری عمیق بین لئون تروتسکی و ژوزف استالین و چگونگی اختلافات مربوط به ایجاد جنبش کمونیستی جهانی بود.
هنوز هم پس از آنکه تروتسکیست‌ها و حزب کارگران آمریکا با موفقیت اعتصابات مهمی را در سال ۱۹۳۴ انجام دادند، جیمز پی کانون اعلام کرد، "ما از طرف خود تلاش می‌کنیم بگوییم که کارهای لیگ در اعتصابات مینیاپولیس به اعضای حزب کارگرام متقاعد شد قادر به "صحبت آمریکایی" هستند؛ اینکه انترناسیونالیسم ما انتزاعی نیست بلکه راهنمای عمل در زمینه ملی است. کار مشترک دو سازمان در کار عملی، هرچند محدود بوده‌است، اما در عمل توانایی تمرین یک سیاست مشترک و همکاری وفادارانه در پیشبرد آن بود.

### حزب سوسیالیست آمریکا
بسیاری از اعضای حزب کارگران ایالات متحده، به نوبه خود، تصمیم گرفتند در سال ۱۹۳۶ به حزب سوسیالیست آمریکا بپیوندند تا عقاید خود را در داخل آن حزب تبلیغ کنند. حزب سوسیالیست یک جناح چپ را توسعه داده بود و این حزب خود را برای سایر گرایش‌ها نیز مورد توجه کرده بود. به عنوان اعضای حزب سوسیالیست، تروتسکیست‌ها به عنوان یک گرایش مستقل به حیات خود ادامه دادند و روزنامه خود را به نام " درخواست سوسیالیست" ادامه دادند. با این حال، به زودی اختلافاتی بین بقیه اعضای حزب و " گرایش درخواست سوسیالیست " ایجاد شد، همان‌طور که تروتسکیست‌ها شناخته شده بودند، و آنها پس از انشعاب برای تشکیل گروه خود، حزب کارگران سوسیالیست، از آن تشکیل دادند.

## انتشارات

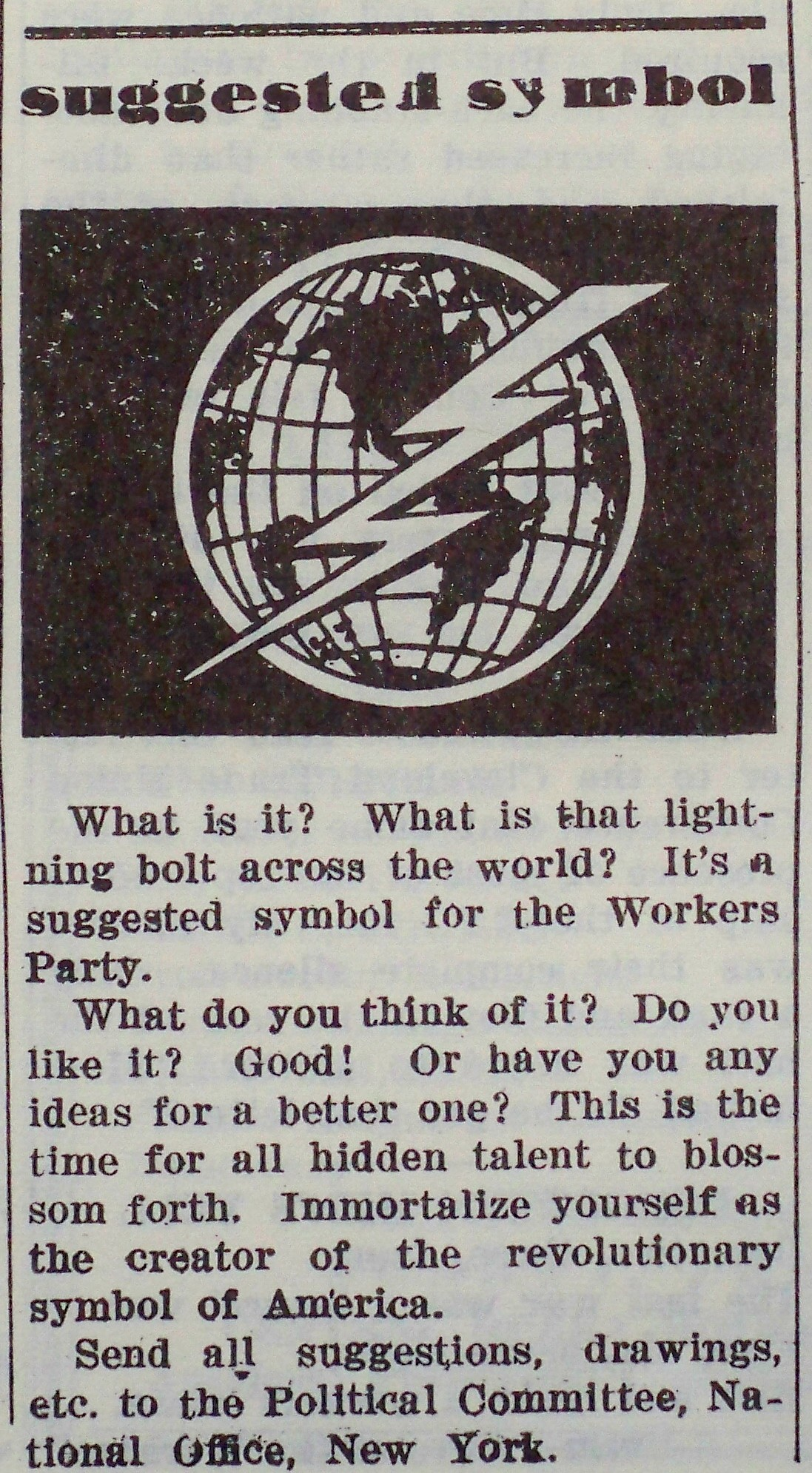
نشان‌واره پیشنهادی حزب